# Górówka meduza
Górówka meduza (Erebia medusa) – gatunek motyla z rodziny rusałkowatych.

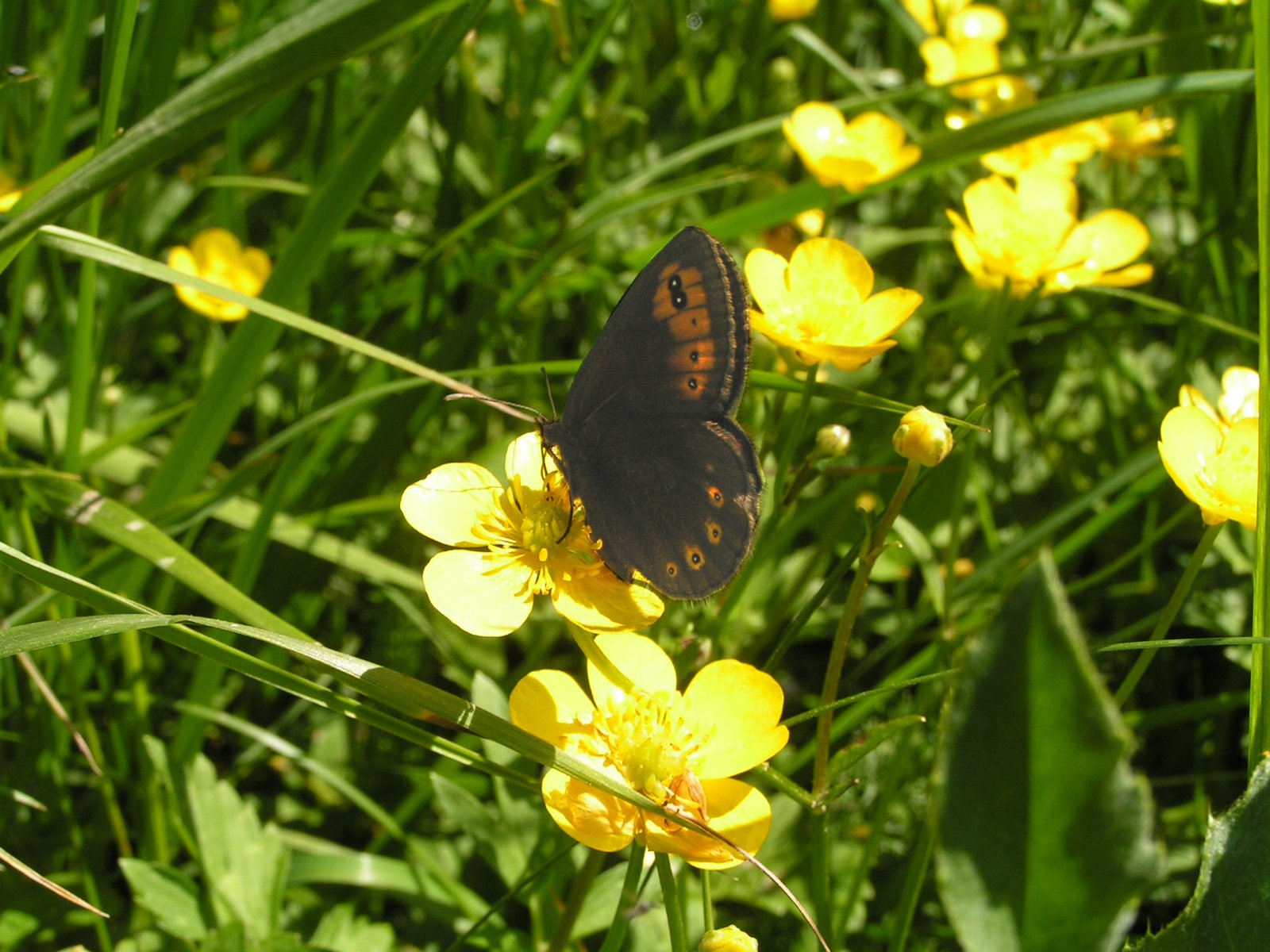
spodnia strona skrzydeł

WystępowanieJedna z najczęściej spotykanych w Polsce górówek. Występuje na terenie całego kraju, częściej w górach, na śródleśnych polanach, na nasłonecznionych zboczach. Rozpiętość skrzydeł 32–40 mm.
OpisPrzednie odnóża są silnie skrócone, siada na 2 parach odnóży. Na skrzydłach ma 4–5 par oczek z białą plamką w środku. Zarówno na górnej, jak i na spodniej stronie skrzydeł, znajdują się one na oddzielonych plamach koloru żółtawo-czerwonego. Na brzegach skrzydeł brak jasnych frędzelków.
Dymorfizm płciowySamica od samca różni się nieznacznie: ma jaśniejsze skrzydła i większe plamki oczne.
Tryb życiaJest motylem dziennym. Lata już od początku maja, wcześniej niż inne gatunki górówek. Gąsienice żerują na różnych gatunkach traw. Cykl rozwojowy trwa przeważnie 1 rok, rzadko 2 lata.